# جوزيف غوثير
جوزيف غوثير هو سياسي كندي، ولد في 1842 في سان لن لاورنتايدس في كندا، وتوفي في 26 سبتمبر 1911. حزبياً، نشط في الحزب الليبرالي الكندي. وقد انتخب عمدة وانتخب عضو مجلس العموم الكندي.